# Marcq-en-Barœul
Marcq-en-Barœul (Nederlands: Marke) is een gemeente in het Franse Noorderdepartement (regio Hauts-de-France). De gemeente telde 39.943 inwoners op 1 januari 2022. De plaats is een voorstad van Rijsel en maakt ook deel uit van het arrondissement Rijsel. Als deel van de grootstedelijke agglomeratie van Rijsel maakt de gemeente deel uit van Europese metropool van Rijsel. De verstedelijkte gemeente ligt ten noorden van het stadscentrum van Rijsel en wordt doorsneden door de gekanaliseerde rivier Marke. De gemeentenaam verwijst ook naar de streek de Barœul.

## Geografie
De oppervlakte van Marcq-en-Barœul bedroeg op 1 januari 2022 14,04 vierkante kilometer; de bevolkingsdichtheid was toen 2.844,9 inwoners per km². De plaats ontleent zijn naam aan het riviertje de Marke.
De onderstaande kaart toont de ligging van Marcq-en-Barœul met de belangrijkste infrastructuur en aangrenzende gemeenten.

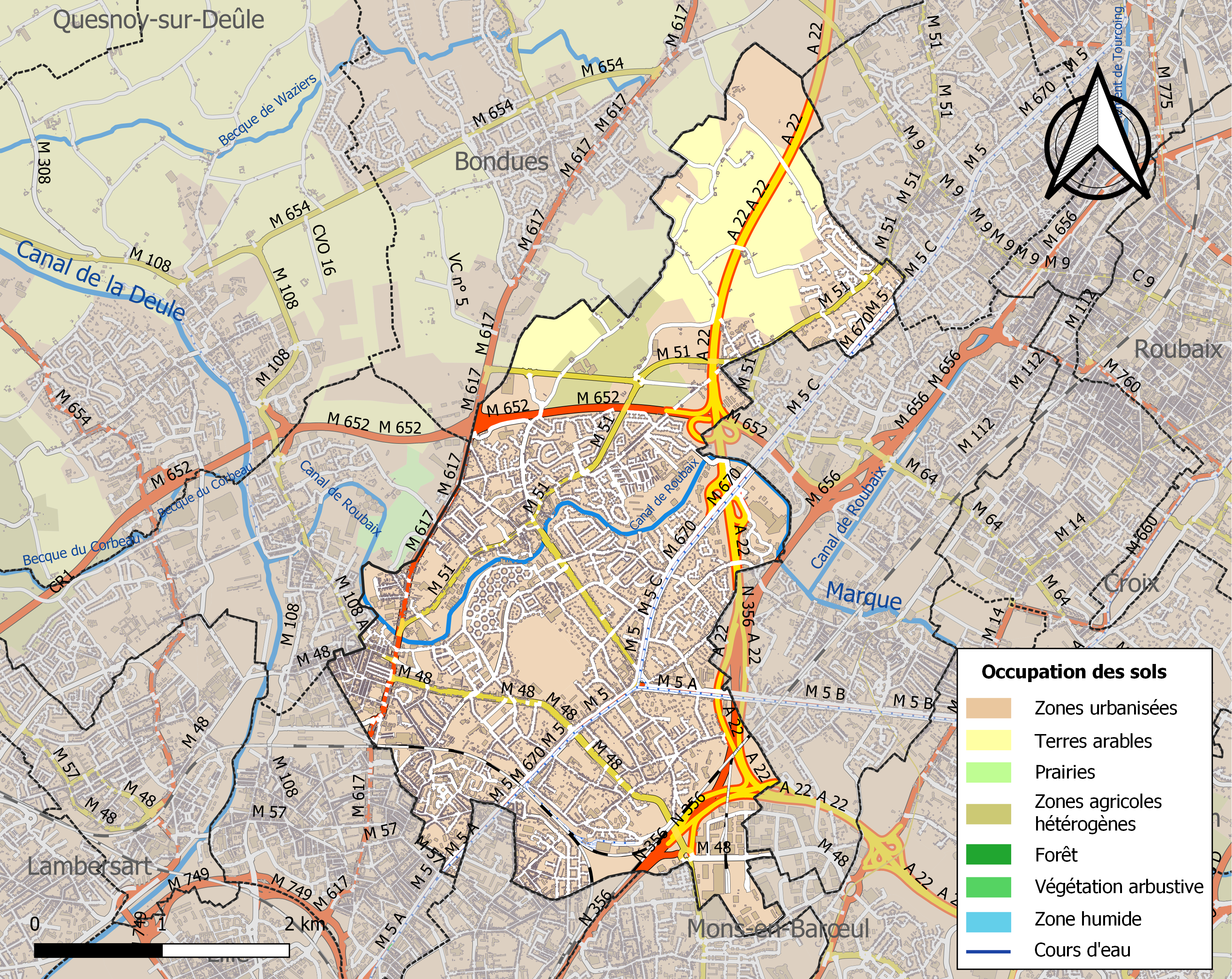

## Stadsbeeld
Marcq-en-Barœul is onderverdeeld in acht wijken. Centraal ligt de Bourg, het oude dorpscentrum rond de Place Charles-de-Gaulle en de église Saint-Vincent, het oudste gebouw van de gemeente. Centraal ligt ook de wijk Mairie / hippodrome met het nieuwe gemeentehuis en de Hippodrome Serge Charles (1931). Verder zijn er de woonwijken Croisé-Laroche/Rouges-Barres, Briqueterie, Buisson/May-Four / Pellevoisin, Plouich / Clemenceau / Calmette en Pont / Monplaisir. In het noorden ten slotte ligt Belles Terres, de meer landelijke wijk die een derde van de gemeente beslaat.
Marcq-en-Barœul telt verschillende monumenten en bezienswaardigheden. De gemeente telt verschillende kerken:
- - de Église Saint-Vincent uit 1516, ingeschreven als monument historique in 1987.
  - de Église du Sacré-Cœur, gebouwd in 1986 ter vervanging van de Neo-Byzantijnse kerk uit 1929 die men in 1985 had moeten sluiten omdat het gewapend beton afbrokkelde.
  - de Église Saint-Jean uit 1971.
  - de Église Saint-Paul, ingewijd in 1964.
  - de Église Notre-Dame-des-Victoires, gebouwd in 1976-1977 ter vervanging van de kerk uit 1863 die in 1973 werd afgebroken wegens verzakking van het dak.
  - de Église Saint-Louis.
- Het art-decohuis uit 1933 van de Belgische architect R. Vandenheede, gelegen aan de Avenue Foch 21. Het werd in 1995 ingeschreven als monument historique.
- De achthoekige kapel aan de Rue du Lazarro, geklasseerd als monument historique in 1951

## Demografie
Onderstaande figuur toont het verloop van het inwonertal (bron: INSEE-tellingen).

## Geschiedenis
Marcq was lange tijd een landbouwdorp, waar onder andere groenten voor de markt van Rijsel werden geteeld. Er kwam industrie in de gemeente, onder andere de firma Lesaffre (1863) waar gist werd geproduceerd en vervolgens met binnenschepen over de Marcq werd vervoerd.

## Verkeer en vervoer
De gemeente ligt aan de autosnelweg A22/E17, die er meerdere op- en afritten heeft. Er is onder meer een aftakking naar het centrum van Rijsel (D656) in het zuiden en een aftakking van de Rocade Nord-Ouest (D652), een noordwestelijke ringweg rond Rijsel.
Dwars door de gemeente loopt de Grand Boulevard, een Y-vormige boulevard die in 1909 werd geopend en de steden Rijsel, Roubaix en Tourcoing verbond.
De tram van Rijsel heeft verschillende haltes in Marcq-en-Baroeul.